# Cynewulf Wessexský
Cynewulf (což zhruba znamená „Spřízněný vlk“), též Cyneuulf nebo Kynewulf (narozen ?, † 786), byl anglosaský král Wessexu od roku 757 až do své smrti v roce 786. Stejně jako jeho předchůdci, kteří nastoupili po králi Ineovi, nepatří zřejmě Cynewulf k pokrevní královské linii rodu Cerdikovců a jeho původ je nejasný. Stal se králem po sesazení krále Sigeberhta.

## Původ a uchopení moci
Král Cynewulf měl údajně pocházet z královské krve Wessexu a měl být přímým mužským potomkem krále Cerdika, ale tato tvrzení byla zřejmě účelová a měla sloužit k legitimizaci jeho nároku na královskou korunu. Patří do skupiny pěti západosaských králů z období mezi lety 726 a 802 (Æthelheard, Cuthred, Sigeberht, Cynewulf a Beorhtric), jejichž původ je vnímán skepticky.
Předchozího krále Sigeberhta přiměla královská rada witenagemot k abdikaci. Radu vedl Cynewulf, který se stal novým králem Wessexu. Je možné, že se to vše dělo z popudu mercijského krále Æthelbalda.

## Vláda
Zdá se, že král Cynewulf se mohl dostat k moci díky přispění mercijského krále a že král Æthelbald byl schopen uplatňovat určitou míru nadvlády nad wessexským královstvím během období vnitřních zmatků ve Wessexu, protože v roce 757 mohl přidělit půdu v současném hrabství Wiltshire (nominálně v království Wessex) opatovi malmesburského opatství. Jedním ze svědků této darovací listiny byl král Cynewulf. Oblast současného hrabství Wiltshire byla sporným územím na pomezí mezi královstvími Mercií a Wessexem. Podle jiného výkladu této listiny to byl návrat „okupovaných“ území Mercii na jedné straně a uznání Cynewulfa za legitimního krále Wessexu králem Æthelbaldem na straně druhé. Král Æthelbald byl však ještě téhož roku (757) zavražděn svým osobním strážcem a Mercie se na krátkou dobu propadla do chaosu, během něhož spolu bojovali soupeřící uchazeči o trůn. Toho využil král Cynewulf k získání úplné nezávislosti na Mercii. Mimo jiné kolem roku 758 získal kontrolu nad opatstvím Cookham a znovu nad částmi současného hrabství Berkshire. Podařilo se mu také anektovat království Hwicce v oblasti severně od řeky Avon za severozápadní hranicí Wessexu, do té doby závislé na Mercii. S novým mercijským králem Offou (757–796) měl ale zpočátku dobré vztahy.
Král Cynewulf podporoval církev. Věnoval majetky klášterům v současných hrabstvích Somerset, Dorset a Wiltshire, ale existuje také příklad toho, že si majetky nárokované církví ponechal pro sebe. Vedl několik válek proti keltobritskému Cornwallu a alespoň jeden pozemkový dar církvi měl tato tažení podpořit modlitbami mnichů. Korespondoval s mohučským biskupem Lullem (754–786), který pocházel z Wessexu. Podpořil váznoucí rozvoj přístavu a obchodního města Hamwic (Southampton) a pravděpodobně tam nechal razit mince.

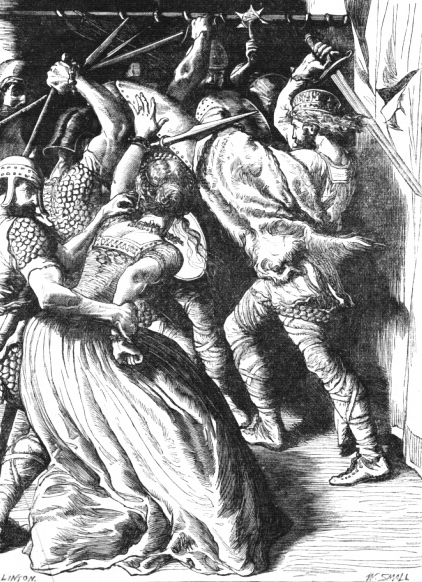
Vražda krále Cynewulfa, zobrazená v ilustrované historii Anglie

V roce 772 se král Cynewulf zúčastnil v Sussexu setkání králů Mercie a Kentu, Offy a Ecgberhta II., se sussexskými šlechtici poraženými Offou. Král Offa mohl nakládat s nemovitostmi v Sussexu dle vlastního uvážení. Bývalí králové Oswald (po † 772), Osmund (758/765 – po 772), Ælfwald (765 – po 780) a Oslac (765 – po 780) v listině,, kterou jako svědci podepsali, mají pouze titul vévoda (dux) nebo hrabě (ealdorman). Důvodem setkání bylo pravděpodobně určit osud Sussexu jako provincie ovládané Mercií. Cynewulfova listina z roku 778 je jedním z nejranějších svědectví o převodu půdy, jehož příjemcem není církev, ale laik, v tomto případě jeho comes (družiník) a minister (služebník, pomocník) Bica.
V roce 779 došlo mezi králi Offou a Cynewulfem k bitvě u Bænesingtunu (Benson v současném hrabství Oxfordshire). Wessex byl poražen a následně ztratil Cookham (Berkshire), oblasti severovýchodního pohraničí a všechna území, která předtím na úkor Mercie uchvátil král Cynewulf. Wessex patrně ztratil i Londýn. V roce 781 musel Wessex v důsledku brentfordského synodu postoupit Mercii klášter v Bathu a oblasti po obou březích řeky Avon. Přes tyto územní ztráty se zdá, že Cynewulf vládl ve své mírně zmenšené říši jako zcela nezávislý král, a chybí důkaz, že by se král Cynewulf stal Offovým vazalem (tak jako později se jím stal jeho nástupce Beorhtric). Vzdor všem těmto konfliktům se králové Cynewulf a Offa roku 786 společně zúčastnili synodu v Canterbury se zástupci papeže Hadriána I.
Sigeberhtův bratr ætheling Cyneheard byl také vyhnancem, ale v roce 786 se vrátil a zaútočil v Merentunu na krále Cynewulfa s cílem svrhnout ho a převzít moc sám. Oba v tomto boji padli. Anglosaská kronika ve svém epickém vyprávění patrně aplikuje tradiční příběh a není v podrobnostech přesná.
Král Cynewulf byl pochován ve Winchesteru a jeho nástupcem se stal Beorhtric.